# シアワセナラテヲタタコウ/T.R.U.E.
「シアワセナラテヲタタコウ/T.R.U.E.」（しあわせならてをたたこう / トゥルー）は、nobodyknows+の4枚目のシングルである。

## 概要
- ブレイクのきっかけとなった前作「ココロオドル」から約7ヶ月ぶりとなるシングルで、初の両A面シングルである。
- 完全生産限定盤（LP）と通常盤（CD)では収録曲が異なっている。
- シングルとして初のトップ3入りを果たした。
- 振付は西田一生（西田プロジェクト）が担当。

## 収録曲

### 完全生産限定盤（LP)
side A (シアワセナラテヲタタコウ)
1. main version
2. instrumental
3. a cappella

side B (T.R.U.E.)
1. main version
2. instrumental
3. a cappella

### 通常盤
1. シアワセナラテヲタタコウ (5:10)
2. Theme from nobodyknows+ pt.8 (2:16)
3. T.R.U.E. (4:27)

## タイアップ
シアワセナラテヲタタコウ
映画『カンフーハッスル』日本語版テーマソング
T.R.U.E.
『X-TRAIL JAM in TOKYO DOME』大会公式テーマソング